# Quincy (Massachusetts)
Quincy [ˈkwɪnzi] ist eine US-amerikanische Stadt (seit 1888) in Neuengland im Bundesstaat Massachusetts. Das U.S. Census Bureau hat bei der Volkszählung 2020 eine Einwohnerzahl von 101.636 ermittelt.
Sie liegt an der Quincy Bay zehn Kilometer südöstlich von Boston. Der Ort nennt sich auch City of the Presidents, weil mit John Adams (2. US-Präsident von 1797 bis 1801) und dessen Sohn John Quincy Adams (6. US-Präsident von 1825 bis 1829) gleich zwei US-Präsidenten aus Quincy stammen. Aus der Familie gingen auch weitere bedeutende Politiker, Diplomaten, Militärs, Unternehmensführer und Wissenschaftler hervor. Die mit dem Leben der Familie Adams verbundenen Gebäude sind im Adams National Historical Park als Gedenkstätte ausgewiesen.

## Geographie
Quincy liegt direkt am Atlantik an der stark zergliederten Massachusetts Bay im Nordosten der Vereinigten Staaten, deren geologische Gegebenheiten den Ausbau natürlicher Hafenanlagen ermöglichten. Die Stadt grenzt im Norden an Boston und im Westen an Milton. Im Süden ist sie durch den Neponset River von Randolph getrennt, im Osten grenzt Quincy an Hull (auf der Nantasket-Halbinsel, getrennt durch die Hingham Bay), Weymouth und Braintree.

## Geschichte
Der Ort wurde 1625 noch vor Boston gegründet und nach Oberst John Quincy benannt, dem Großvater des 2. Präsidenten John Adams. Später wurde die Gemeinde dem benachbarten Braintree zugeschlagen und erst 1792 wieder eigenständig. 1888 erhielt Quincy den Stadt-Status, mit dem in den sechs Neuengland-Staaten eine besonders weitgehende Selbstverwaltung verbunden ist.
Die Stadt war bekannt wegen ihres Steinabbaus und ihres Schiffbaus. Die Granitbahn war die erste kommerzielle Bahntrasse in den Vereinigten Staaten und stammte aus dem Jahr 1826. Sie war nur wenige Kilometer lang und beförderte Granit aus dem Steinbruch in Quincy an die Ufer des Neponset River in Milton, wo er zum Weitertransport auf Schiffe umgeladen wurde. 1963 wurde der letzte Steinbruch stillgelegt.
Ein weiteres Standbein der Stadt war der Segelschiffbau im 19. und beginnenden 20. Jahrhundert. Das südöstlich der Stadt liegende Gebiet am Fluss Weymouth Fore River wurde ab 1880 ein Zentrum des Schiffbaues. Die Fore River Ship and Engine Building Company, von Thomas A. Watson 1884 in Braintree gegründet, zog 1901 nach Quincy und baute viele Handels- und Kriegsschiffe, darunter den einzigen Siebenmastschoner Thomas W. Lawson, eines der größten Segelschiffe der Welthandelsflotte, den Flugzeugträger Lexington, die Schlachtschiffe Massachusetts und Nevada und die Salem, Schwerer Kreuzer und der Welt letztes reines kanonenbestücktes Kriegsschiff. Es liegt als Museumsschiff des US-Marineschiffbaumuseums (United States Naval Ship Building Museum) am Pier. Die Werft wurde 1913 von Bethlehem Steel übernommen und schloss die Tore nach hundertjähriger Geschichte 1986.

## Klima

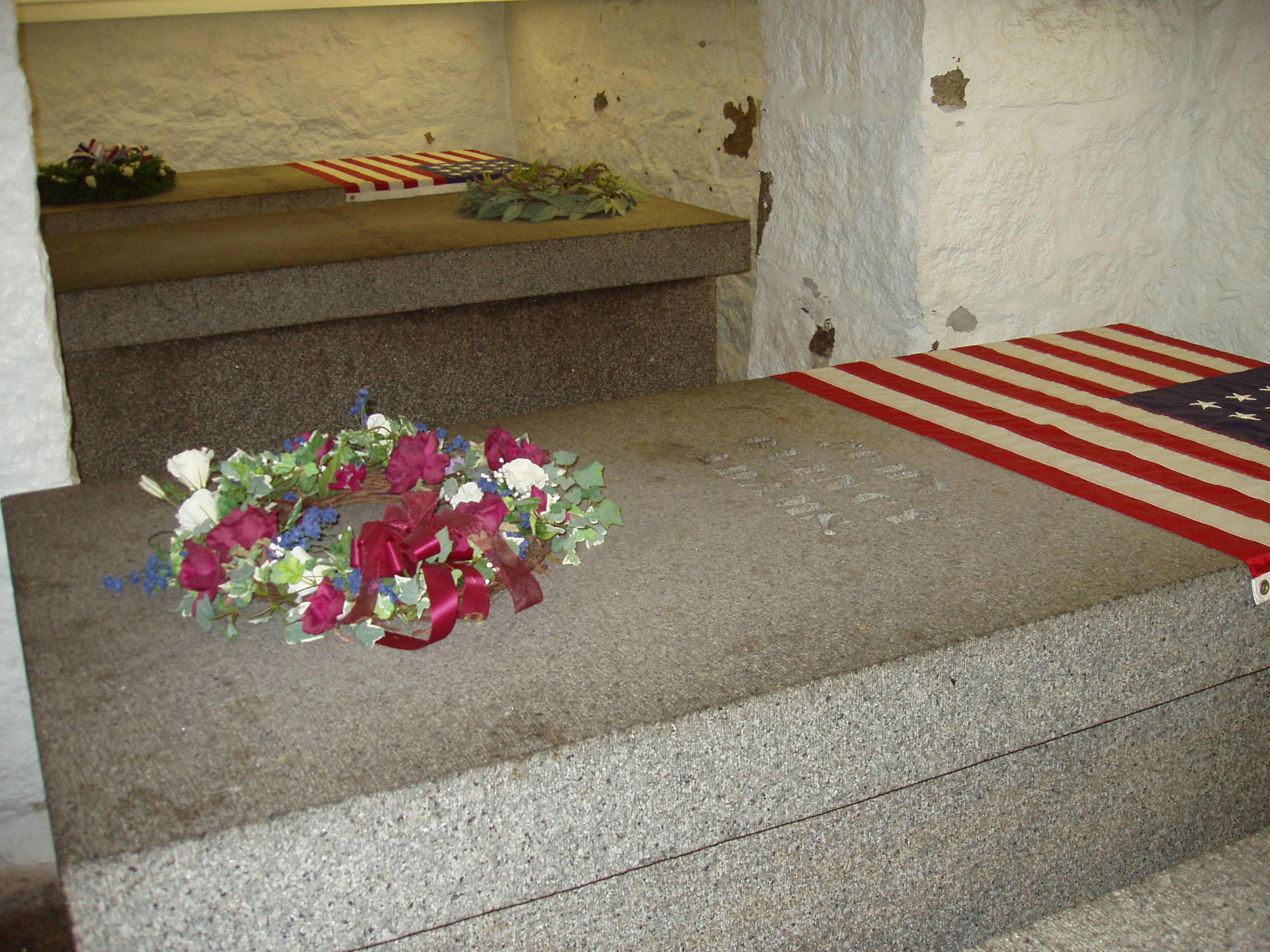
Gräber der Präsidenten John und John Quincy Adams und ihrer Frauen (Kirchengruft) in der United First Parish Church

Die Sommermonate Juli und August können in Quincy heiß mit hoher Luftfeuchtigkeit sein. Die durchschnittliche Temperatur im Juli liegt bei 28 °C. In den Wintermonaten November bis Februar ist das Wetter häufig nasskalt mit Schneefall. Die durchschnittliche Temperatur im Januar liegt bei −6 °C.

## Sehenswürdigkeiten
Eine besondere Einrichtung in Quincy ist das bereits erwähnte US-Marineschiffbaumuseum. Dort kann man neben der USS Salem, dem einzigen erhaltenen Schweren Kreuzer der Marine der Vereinigten Staaten, interessante historische Marineexponate betrachten. Weitere sehenswerte Bauwerke sind die Grabeskirche der beiden Präsidenten (United First Parish Church) und die Häuser der Familie Adams im Adams National Historical Park. Eine Reihe von Sehenswürdigkeiten in Quincy wurde in das National Register of Historic Places aufgenommen. Das Küstenschutzgebiet Quincy Shore Reservation und die Quincy Quarries Reservation sind beliebte Ausflugsziele.
Der National Park Service weist für die Stadt insgesamt sieben National Historic Landmarks aus und 108 Bauwerke und Stätten, die im National Register of Historic Places (NRHP) eingetragen sind (Stand 30. November 2018).

## Persönlichkeiten

### Söhne und Töchter der Stadt
- Thomas Cushing (1725–1788), Politiker, Gouverneur von Massachusetts und Mitglied des Kontinentalkongresses
- John Quincy Adams (1767–1848), 6. Präsident der Vereinigten Staaten
- Thomas Boylston Adams (1772–1832), britisch-amerikanischer Jurist
- John Adams II (1803–1834), zweitgeborener Sohn von John Quincy Adams
- William H. Rand (1828–1915), Kartenverleger
- Brooks Adams (1848–1927), Historiker
- Charles Francis Adams III (1866–1954), US-Marineminister
- Mary Parker Follett (1868–1933), Autorin über Managementtheorien und politische Theorien
- Joseph Newhall Lincoln (1892–1945), Romanist, Hispanist und Lusitanist
- Elizabeth Greenleaf Pattee (1893–1991), Architektin, Landschaftsarchitektin und Professorin für Architektur
- Ruth Gordon (1896–1985), Schauspielerin und Bühnen- und Drehbuchautorin
- Donald W. MacArdle (1897–1964), Musikwissenschaftler
- David V. Anderson (1899–1979), Politiker, State Auditor von Vermont
- Billy De Wolfe (1907–1974), Schauspieler
- John Cheever (1912–1982), Schriftsteller
- Murvyn Vye (1913–1976), Theater- und Filmschauspieler
- Bill Dana (1924–2017), Unterhaltungskünstler, Musiker, Schauspieler, Drehbuchautor und Fernsehproduzent
- Jacqueline Casey (1927–1992), Grafikdesignerin
- Ron Weyand (1929–2003), Filmschauspieler
- Robert Warren Miller (* 1933), britischer Unternehmer
- Carl Andre (1935–2024), Bildhauer
- Lee Remick (1935–1991), Schauspielerin
- Barbara Baldavin (1938–2024), Schauspielerin und Casting-Direktorin
- Bill Delahunt (1941–2024), Politiker, Vertreter von Massachusetts im US-Repräsentantenhaus
- Donna Corcoran (* 1942), Kinderdarstellerin
- Frank N. Newman (* 1942), Banker, stellvertretender US-Finanzminister
- Noreen Corcoran (1943–2016), Schauspielerin
- John Niland (* 1944), American-Football-Spieler
- Kathleen Corrigan-Ekas (1945–2025), Turnerin
- James H. Maloney (* 1948), Politiker, Vertreter von Connecticut im US-Repräsentantenhaus
- James McConville (* 1959), General der US Army
- John C. Warner (* 1962), Chemiker und Unternehmer
- Illeana Douglas (* 1965), Schauspielerin
- Toni Damigella (* 1966), Rennrodlerin
- Ed Ronan (* 1968), Eishockeyspieler
- Doug Nolan (* 1976), Eishockeyspieler
- Mike Mottau (* 1978), Eishockeyspieler und -scout
- Stephen Markarian (* 1990), Schauspieler

### Persönlichkeiten mit Bezug zur Stadt
- John Adams (1735–1826), 1. Vizepräsident und 2. Präsident der Vereinigten Staaten
- Abigail Adams (1744–1818), Frau des Präsidenten der Vereinigten Staaten John Adams
- Josiah Quincy II (1744–1775), politischer Führer der Amerikanischen Revolution
- William Rosenberg (1916–2002), Gründer der Dunkin’-Donuts-Kette
- Dick Dale (1937–2019),[4] Musiker und Pionier des Surf-Rock; verbrachte seine Kindheit in Quincy